# Carenatura (aeronautica)
La carenatura in aeronautica rappresenta il rivestimento di un aeromobile di norma progettato per avere una forma sagomata e affusolata allo scopo di ridurre la resistenza all'aria del velivolo.

## Storia
Le prime carenature nella storia dell'aeronautica erano realizzate a mezzo di centine di legno che tendevano una tela verniciata con emaillite (una lacca a base di cellulosa). Questa tecnica era adoperata anche per i dirigibili, seppur questi ultimi disponevano di un telaio di alluminio tubolare e di una tela particolarmente leggera e resistente.
Nell'aeronautica moderna (a partire dal periodo tra le due guerre) si è passati all'utilizzo di lamiere di alluminio opportunamente sagomate e rivettate sulla struttura del telaio.
A tutt'oggi tale tecnica viene ancora adoperata e rappresenta la maggior parte delle realizzazioni delle carenature aeronautiche, tuttavia si sta facendo strada, non solo per i piccoli velivoli, l'utilizzo di diversi tipi di materiali compositi, soprattutto fibra di carbonio legata con resina epossidica.